# Stipe Ercegović
Stipe Ercegović (Beograd, 2. kolovoza 1948. – Beograd, 30. prosinca 2023.) bio je srbijanski filmski redatelj dokumentarnih i igranih filmova. 

## Životopis
Rodom je iz Krila Jesenica. Ime je dobio po djedu. Otac Dušan mu je bio uključen 1946. godine prilikom snimanja filma Slavica. Svidjela mu se filmska produkcija i otišao je živjeti u Beograd, gdje se zaposlio u Avala filmu u kojem je proveo cijelu karijeru. Za njim je u Beograd došla Stipina mati. Stipe i brat su rođeni u Beogradu, a Stipe je naslijedio očevu strast za filmom. Osnovnu, srednju i višu školu završio je u Beogradu. Paralelno je igrao nogomet u klubovima „Beogradske zone". Išao je po raznim ekipama kao očev pomoćnik ili asistent pojedinih redatelja, te stjecao znanje iz filmskog redateljstva na FDU u klasi prof. Gorana Markovića. U Beogradu je imao dućan, koji je zapaljen 1992. na Staru godinu. Kad je prosječna plaća bila 10 maraka, nanesena šteta bila je 10 tisuća maraka. Rezultate istrage nikad nije dobio.
Svoj prvi igrani film režirao je 1995. godine. Bio je to TV film Očev pištolj. Poslije toga snimio je više dugometražnih dokumentarnih filmova za RTS i HRT. Snimao je za RTS priloge za emisiju “Verski mozaik”, tj. religijski program RTS-a. Snimio je preko 50 desetominutnih fimskih priloga o kršćanskim crkvama, na području Beograda, Vojvodine i Srbije. Za dokumentarni program HRT-a snimio je tri dugometražna dokument filma i više reklamnih i promidžbenih filmova. Više godina radio je filmove u FRZ-u. Ercegović i suradnici su za dva TV igrana filma osvojili nekoliko nagrada na filmskim festivalima kratkometražnog filma. Nakon toga potencijale je usmjerio prema snimanju filmskog serijala "Znameniti Hrvati Vojvodine i Srbije". Na tu je ideju došao radeći na RTS-u i snimajući filmske priloge o katoličkim crkvama. Zaključio je da bi svojim radom mogao pomoći poboljšanju statusa i položaja Hrvata u Beogradu i Srbiji, pa je došao na ideju izrade filma o Hrvatima s tog područja, tako što bi kronološki prikazao sva važna i zanimljiva događanja, počev od njihova doseljavanja pa do dvadesetog stoljeća. Nakon što je napisao scenarij i obratio se HRT-u, snimljen je film Srijem u vremenu i prostoru koji je na HRT-u emitiran u više navrata. Radeći i snimajući taj film, došla mu je zamisao snimiti serijal o znamenitim Hrvatima koji su rođeni ili, pak, živjeli i stvarali svoja najbolja djela na prostoru Beograda i Srbije. U serijalu će biti obuhvaćeni Ilija Okrugić, Josip Pančić, Matija Ban (po kome čitav dio Beograda nosi ime, Banovo brdo), Antun Gustav Matoš, Tin Ujević, Josip Štolcer Slavenski, Gustav Krklec, Stipan Filipović, Stanislav Preprek, Ivan Meštrović i drugi. Za snimanje serijala Zajednica “Tin Ujević” dobila je sredstva od Ministarstva kulture Srbije. Epizode dokumentarno-igrane serije prosječna su trajanja 45 minuta.
Bio je prvi predsjednik Zajednice Hrvata Zemuna Knjižnica i čitaonice „Ilija Okrugić“ – Zemun. Danas je predsjednik je Zajednice Hrvata Beograda "Tin Ujević". Osnovao ju je 1. listopada 2007. sa svrhom povezivanja Hrvata na području Beograda. Organizator je hrvatskih kulturnih događanja u Srbiji. Organizirao je dolazak i susret svih sedam srijemskih zajednica u Beogradu, na način da svaka zajednica ima 15 minuta za nastup, na kojem su predstavili folklor, pjesme, recitale, običaje. Susret je uspješno izveden, premda Hrvatsko narodno vijeće Republike Srbije im nije dalo ni dinara. S Zajednicom "Tin Ujević" organizira književne večeri, tribine, manifestacije, glazbene nastupe, likovne izložbe, retrospektive filmova značajnih redatelja, gostovanja kazališnih i pjevačkih družina, nogometnih veterana, promocije knjiga i dr. Inicijator osnivanja društva srpsko-hrvatskog prijateljstva.
Sudjelovao na izborima za Hrvatsko nacionalno vijeće (HNV), računajući na to da u Beogradu živi 10 350 deklariranih Hrvata, s ogromnim ljudskim i intelektualnim potencijalom, a da je izuzet i gurnut na margine zbivanja u hrvatskim institucijama u Srbiji jer teritorijalno ne pripada Vojvodini.

## Filmografija
- Očev pištolj, 1995.
- Tko je Mate Brničević?, 2005.
- Srijem u vremenu i prostoru, 2006., autor, scenarij i režija
- Jesenice – Sumpetar, ljubav duha i kamena, scenarij i režija

Filmovi iz serijala Znameniti Hrvati Vojvodine i Srbije:
- Ilija Okrugić-domovino slatko milovanje, igrano-dokumentarni film, 2013.

## Vanjske poveznice
- Večernji list, Kako žive Hrvati u glavnom gradu Srbije
- Slobodna Dalmacija, Stipe Ercegović priprema snimanje dokumentarca o hrvatskome narodnom preporodu u Splitu